# Dysmicoccus cucurbitae
Dysmicoccus cucurbitae är en insektsart som beskrevs av Avasthi och Shafee 1986. Dysmicoccus cucurbitae ingår i släktet Dysmicoccus och familjen ullsköldlöss. Inga underarter finns listade i Catalogue of Life.